# خسوس بالدکینی
خسوس بالدکینی (انگلیسی: Jesús Baldaccini؛ زادهٔ ۱۲ دسامبر ۱۹۸۶) بازیکن فوتبال اهل آرژانتین است.